# Montenegrijns-Ottomaanse oorlog (1876–78)
De Montenegrijns-Ottomaanse oorlog werd tussen 1876 en 1878 uitgevochten tussen het Vorstendom Montenegro en het Ottomaanse Rijk

## Geschiedenis
Toen een opstand kwam in Herzegovina begonnen er meerdere opstanden door het Ottomaanse Rijk. In 1876 besloten Montenegro en Servië oorlog te verklaren. In 1877 vocht het Montenegrijns leger aan de grenzen van Herzegovina en Albanië. Nicolaas I van Montenegro deed een tegenaanval tegen de Ottomanen die aankwamen van het noorden, westen en zuiden. De oorlog beëindigde toen de Ottomanen een vredesverdrag sloot met de Montenegrijnen op 13 januari 1878. Na de Russisch-Turkse Oorlog (1877-1878) kreeg Montenegro definitief onafhankelijkheid en werd Montenegro vergroot van 4405 km² tot 15.355 km². Ook kregen ze de steden Nikšić, Kolašin, Spuž, Žabljak, Podgorica, Bar en evenals toegang tot de Adriatische Zee.

## Veldslagen
Er werden 6 grote en 27 kleinere veldslagen uitgevochten waaronder de Slag om Vučji Do. Ook veroverde Prins Nicolaas I de steden: Nikšić, Bar, Ulcinj, Grmožur en Vranjina en Lesendro.